# Les Éléphants (Dalí)
Pour les articles homonymes, voir Éléphant (homonymie).
Les Éléphants est une huile sur toile peinte par Salvador Dalí en 1948.

## Description
Le tableau représente, à gauche et à droite, deux éléphants, aux longues et fines pattes, se faisant face. Au-dessus de chaque éléphant, flotte un obélisque. En arrière-plan, le ciel, qui occupe ces pates fines
une très grande partie du tableau, est de couleur rouge, orange et jaune en bas, pouvant montrer le coucher du soleil. En bas du tableau, est représenté un paysage désertique où marchent les deux éléphants. On voit, également, sur ce paysage, deux personnages suggérant leurs tailles minuscules par rapport à celle des éléphants. Le personnage de droite se dirige vers celui de gauche.
La conception de l'éléphant aux « pattes arachnéennes » reste un classique chez le peintre et en a fait d'autres représentations dans d'autres œuvres comme dans les célèbres tableaux intitulés Rêve causé par le vol d'une abeille autour d'une grenade, une seconde avant l'éveil (1944) et La Tentation de saint Antoine (1946). Cet animal surréaliste est inspiré de la sculpture de l'éléphant à l'obélisque de Bernini, situé sur la place de la Minerve et faisant face à la basilique de la Minerve (Santa Maria sopra Minerva) à Rome.